# Загута Юрій Григорович
Ю́рій Григо́рович Загу́та (1 лютого 1991, м. Глухів, Сумська область — 23 листопада 2023, Луганська область) — солдат Національної Гвардії України, учасник російсько-української війни.

## Життєпис
Юрій Загута народився в м. Глухів Сумської області.
Закінчив Глухівську ЗОШ № 2. Потім навчався в Глухівському агротехнічному коледжі Сумського НАУ (2006—2010), закінчив Глухівський Національний педагогічний університет імені Олександра Довженка (2012—2014).
Деякий час працював у Києві, був майстром-столяром. На час початку війни він вже переїхав до Хорватії та працював з деревом, розвиваючи свої професійні навички.
Юрій мріяв побачити світ, бути вільним і покладатись тільки на себе. Мав загострене почуття справедливості, власну думку. І коли інші їхали за кордон, він з Хорватії повернувся до України.
Вже 1 березня 2022 року був мобілізований до лав Національної гвардії України, в кінці березня заповнив анкету на деблокаду Азовсталі та 10.04.22 його перевели в «Азов».
Відразу після короткотривалого навчання, приймав безпосередню участь в бойових діях на Донецькому та Луганському напрямках.
23 листопада 2023 року Юрій загинув унаслідок мінометного обстрілу на території Серебрянського лісництва в районі населеного пункту Діброва на Луганщині.

## Нагороди
- медаль «Ветеран війни — Учасник бойових дій»
- орден «За мужність» III ступеня (посмертно)[3]